# Oberdorp
Oberdorp, im 19. Jahrhundert auch Oberdörpe, ist eine Hofschaft in Hückeswagen im Oberbergischen Kreis im Regierungsbezirk Köln in Nordrhein-Westfalen (Deutschland).

## Lage und Verkehrsanbindung
Oberdorp liegt im südwestlichen Hückeswagen an der Grenze zu Remscheid in der Nähe von Scheideweg. Weitere Nachbarorte sind Maisdörpe, Niederdorp, Winterhagen und Remscheid-Sonnenschein. Die Ortschaft ist über einen Stichweg von der Landesstraße L 86 zwischen Scheideweg und Winterhagen erreichbar.
Nahe dem Ort entspringt der Oberdorper Bach, ein Zufluss des Bachs Dörpe, der in seinem späteren Verlauf in die Wuppertalsperre mündet.
Oberdorp grenzt an das Gelände des Golfplatzes Dreibäumen und an das Industriegebiet Gewerbepark Bergisch Land/Winterhagen, dem Größten der Stadt Hückeswagen.

## Geschichte
1532 wurde der Ort das erste Mal urkundlich erwähnt: Ein Ailff to der Overdorpe, dessen Hausfrau und Magd werden in einer Einwohnerliste genannt. Schreibweise der Erstnennung: to der Overdorpe.
Im 18. Jahrhundert gehörte der Ort zum  bergischen Amt Bornefeld-Hückeswagen. 1815/16 lebten 53 Einwohner im Ort. 1832 gehörte Oberdorp unter dem Namen Oberdörpe der Großen Honschaft an, die ein Teil der Hückeswagener Außenbürgerschaft innerhalb der Bürgermeisterei Hückeswagen war. Der laut der Statistik und Topographie des Regierungsbezirks Düsseldorf als Weiler kategorisierte Ort besaß zu dieser Zeit drei Wohnhäuser und sechs landwirtschaftliche Gebäude. Zu dieser Zeit lebten 48 Einwohner im Ort, drei katholischen und 45 evangelischen Glaubens.
Im Gemeindelexikon für die Provinz Rheinland werden für 1885 sechs Wohnhäuser mit 32 Einwohnern angegeben. Der Ort gehörte zu dieser Zeit zur Landgemeinde Neuhückeswagen innerhalb des Kreises Lennep. 1895 besiaß der Ort fünf Wohnhäuser mit 15 Einwohnern, 1905 fünf Wohnhäuser und 20 Einwohner.